# 2384 Schulhof
2384 Schulhof è un asteroide della fascia principale. Scoperto nel 1943, presenta un'orbita caratterizzata da un semiasse maggiore pari a 2,6106059 UA e da un'eccentricità di 0,1222170, inclinata di 13,53588° rispetto all'eclittica.
L'asteroide è dedicato all'astronomo ungherese Lipót Schulhof.